# Casa dei Gladiatori
La casa dei Gladiatori (V 5, 3) si trova a Pompei.

## Descrizione
La casa fu eretta nel I secolo a.C. come abitazione privata.
È costituita da un grande peristilio con stanze nei lati nord ed est. Il peristilio è ornato con otto colonne nel lato lungo e quattro nel lato corto. Nel lato est della casa si trova un ingresso. Un altro ingresso si trova nel lato meridionale in una estensione della casa, che arriva alla strada. 
Accanto all'estensione si trova una piccola casa, che è completamente circondata dalla casa dei gladiatori a nord e ovest e che a est e sud confina con l'incrocio tra la via di Nola e il vicolo dei Gladiatori. Questo struttura è anche nota come Casa senza Compluvium.
Dopo una fase di ristrutturazione la casa fu usata come luogo di esercitazione dei gladiatori. Tra le colonne del peristilio ci sono transenne decorate con paesaggi e scene di caccia. L'uso dell'edificio come luogo di esercitazione dei gladiatori è dato dai numerosi graffiti, che i gladiatori hanno lasciato nella casa. Il triclinium nella parte posteriore della casa è decorato con raffinate pitture del terzo stile. Nel triclinio si è anche ben mantenuta la pavimentazione a mosaico.